# Joe Alwyn

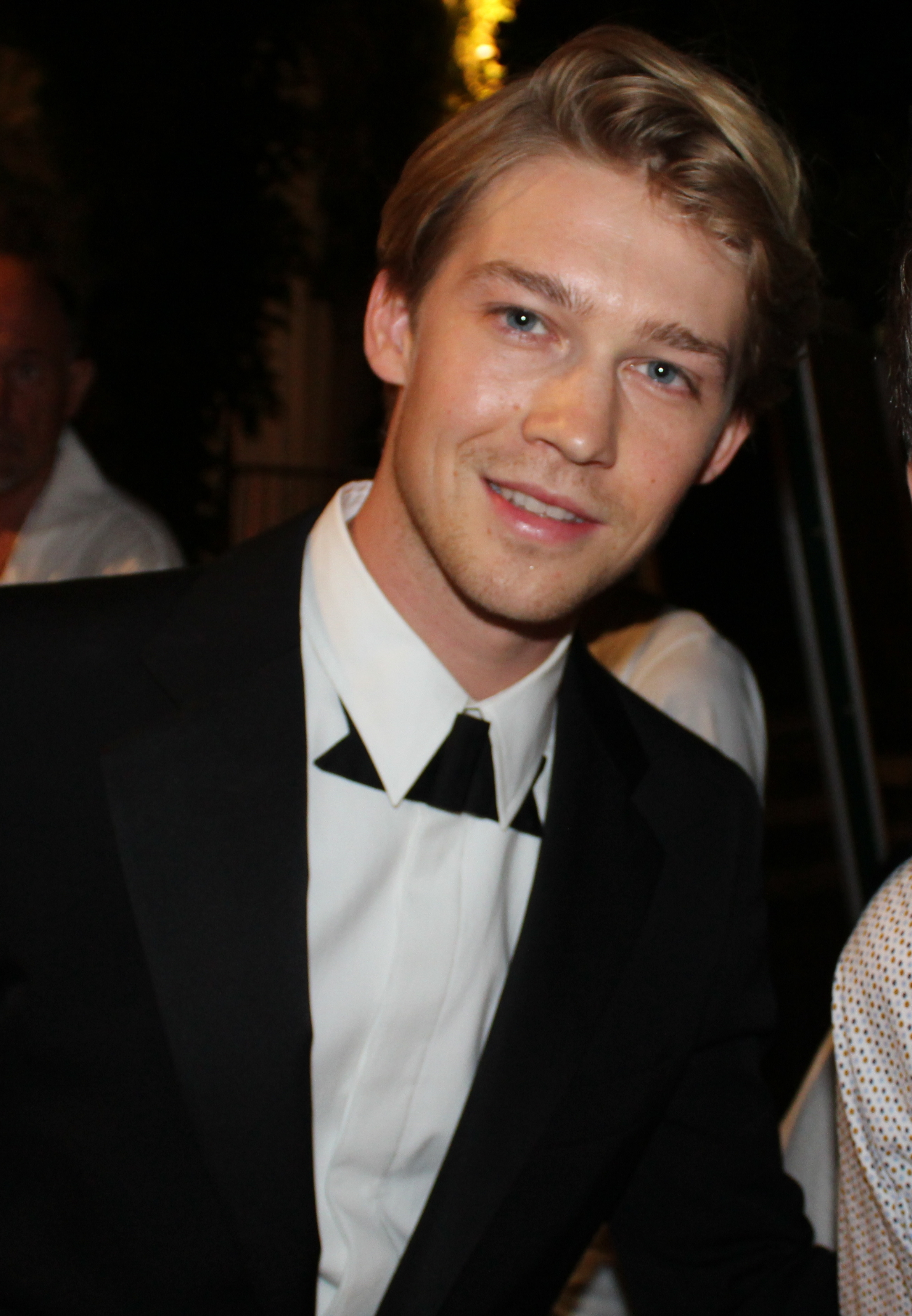
Joe Alwyn, 2022

Joseph Matthew Alwyn (* 21. Februar 1991 in Tunbridge Wells) ist ein britischer Filmschauspieler, Songschreiber und Musikproduzent.

## Leben und Karriere
Joe Alwyn wurde in der südlich von London gelegenen Stadt Tunbridge Wells in der Grafschaft Kent geboren. Sein Großvater William Alwyn war Komponist. Er studierte an der Central School of Speech and Drama in London und debütierte anschließend als Schauspieler im Film Die irre Heldentour des Billy Lynn. Darin hatte er von Ang Lee die titelgebende Hauptrolle erhalten.  
Das britische Filmdrama The Sense of an Ending von Ritesh Batra, in dem er die Rolle von Adrian Finn erhielt, kam im April 2017 in die englischen Kinos. Im Jahr 2018 wurde Alwyn im Rahmen der Filmfestspiele von Cannes mit der Trophée Chopard ausgezeichnet.
2020 wirkt Alwyn an der Komposition der Alben Folklore und Evermore von Taylor Swift mit. Ab 2016 war er mit Swift liiert, das Paar hat sich im Frühjahr 2023 getrennt.

## Filmografie
- 2016: Die irre Heldentour des Billy Lynn (Billy Lynn’s Long Halftime Walk)
- 2017: The Sense of an Ending
- 2018: Operation Finale
- 2018: The Favourite – Intrigen und Irrsinn (The Favourite)
- 2018: Der verlorene Sohn (Boy Erased)
- 2018: Maria Stuart, Königin von Schottland (Mary Queen of Scots)
- 2019: Harriet
- 2019: A Christmas Carol (Fernsehserie)
- 2021: Eine Handvoll Worte (The Last Letter from Your Lover)
- 2021: The Souvenir Part II
- 2022: Conversations with Friends
- 2022: Stars at Noon
- 2022: Catherine Called Birdy
- 2024: Kinds of Kindness
- 2024: Der Brutalist (The Brutalist)

## Auszeichnungen
Grammy Awards
- 2021: in der Kategorie Album of the Year[5] für Folklore